# Übel Blatt
Übel Blatt (ユーベルブラット Yūberu Buratto?, del alemán: Mala Hoja) es una serie de manga japonesa escrita e ilustrada por Etorōji Shiono. Fue serializada en la revista quincenal de manga seinen Young Gangan de diciembre de 2004 a 2009, cuando fue transferida a la revista Monthly Big Gangan, donde continuó hasta su final en marzo de 2019. En agosto de 2011 se publicó una historia paralela titulada Übel Blatt Gaiden en Young Gangan Big. Una secuela del manga comenzó a serializarse en la revista Monthly Big Gangan en febrero de 2024. Una adaptación de la serie al anime de Satelight y Staple Entertainment se estrenó el 11 de enero de 2025.

## Argumento
Veinte años antes del inicio del manga, 14 héroes partieron en un viaje para detener la amenaza Wischtech. Tres perecieron en el camino y cuatro abandonaron su misión y están marcados como traidores bajo el nombre de Las Lanzas de la Traición. Los otros Siete Héroes destruyeron a Wischtech, cumpliendo su misión y librando al mundo de Las Lanzas de la Traición. Volvieron convertidos en los pilares de apoyo para la reconstrucción del imperio, y desde entonces comenzó la era de prestigio del imperio. A pesar de que se cree que Las Lanzas de la Traición han caído, regresan y formando un poderoso ejército en la frontera saquean ciudades, asolando las tierras y convirtiéndose en objeto de miedo dentro del imperio. Solo un joven llamado Köinzell, alias Hoja Negra, tiene el poder para aniquilar a los traidores, pero, ¿quién es Köinzell? ¿Cuál es el objeto de su viaje? ¿De dónde viene? ¿Está conectado a los Siete Héroes?

## Personajes
Köinzell (ケインツェル Keintseru?)
 Seiyū: Yūya Hirose, Iker Molina (español latino)
Köinzell es el nuevo nombre de la falsamente acusada Lanza de la Traición Ascheritt (アスチェリトット Asuchirittsu?). Entrenado por el Maestro Espadero, Ascheritt tenía un talento formidable desde temprana edad, habilidad que no se ha visto para nada agotado aún después de su mutación al devorar una hada para sobrevivir a sus terribles heridas de batalla cuando sus compañeros del grupo "Las Catorce Lanzas" le traicionaron a él y a los otros tres compañeros de Ascheritt. Veinte años después, Köinzell renace con nuevos poderes y una sed de venganza que parece insaciable, además de un aspecto de niño en lugar de su edad real (es mayor de lo que aparenta). Encerrado entre la lealtad hacia sus nuevos compañeros y su deseo de hacer justicia personal, Köinzell se encuentra dividido entre fuerzas opuestas: unas ofrecen salvación, otras condena. Aunque aparentemente implacable y sin piedad hacia sus enemigos, Köinzell es a la vez muy leal y se preocupa por los demás, anteponiendo la seguridad de estos a la suya propia, lo cual prueba que sigue siendo el mismo héroe que siempre ha sido. Se le creía muerto en el manga 92 tras ser disparado a traición por los cañones mágicos de Lebront, pero en capítulos recientes se ha probado que sobrevivió y sigue su camino por separado de sus compañeros de armas.
Ato (アト Ato?)
 Seiyū: Yui Kanari, Katy Zavala (español latino)
La tercera princesa del Clan Kusharundo. Ato vive para luchar al lado de su hermano. Tras la muerte de este cuando estaba bajo el control de la bruja Kurato a manos de Köinzell, Ato coge rencor hacia él, acusándole directamente de haber asesinado a su hermano, y va en su busca tiempo después para matarle. No obstante, Ato y Köinell hacen las paces y vuelven a ser compañeros. Con el tiempo, Ato y Köinzell desarrollan una relación similar a la de maestro-discípulo y ella desea que él reconozca su valía como espadachín. Durante la saga de Jullas-Abllas, Ato demuestra crecer como guerrero hasta el punto de mejorar con tan sólo unas palabras de su maestro, aunque resulta mortalmente herida. Para salvarla, Köinzell le da parte de su sangre, convirtiéndola en una híbrida humana-hada como él.
Peepi (ピーピ Pīpi?)
 Seiyū: Hina Tachibana, Sandy Nava (español latino)
Una joven niña elfa única superviviente de la alde de Miruel-Mirael. Conoce a Köinzell en un intento de cruzar la frontera que divide el Imperio y es descubierta y Köinzell aparece proclamando ser su hermano mayor apodándola Peepi. Desde entonces, todos la llaman así y su verdadero nombre es todavía desconocido. Pese a ser una niña que llora con facilidad, Peepi ha mostrado al mismo tiempo tener una fuerza interior con la que mantiene en alto su autoestima y optimismo. También ha demostrado tener talento para la magia de invocación. Un gag recurrente en la historia es que Peepi acabe vistiendo ropas reveladoras cuando a ella le gustaría vestir algo menos provocativo.
Vid (ヴィド Vido?)
 Seiyū: Toshiki Masuda, Miguel de León (español latino)
Inicialmente se presenta como un contrabandista y conocido de Altea que sacó de un apuro a Köinzell y Peepi con los guardianes de la frontera, pero más adelante se prueba que en realidad es el hermano mayor de la princesa del Clan Kusharundo Sharen y está relacionado con Ato. Tras salvar a Sharen de uno de los Siete Héroes, Schtemwölech, Vid jura lealtad a Köinzell y promete volver a reunirse con su equipo cuando ponga a salvo a Sharen.
Altea (アルテア Arutea?)
 Seiyū: Hitomi Ueda, Coco Guzmán (español latino)
Contrabandista que se une a Köinzell. Inicialmente lleva una taberna en la Lanza del Cielo y, al gustarle Köinzell, le propone un trato para pasar la frontera y acaban teniendo sexo. Tras pasar la frontera, Altea se convierte en la nueva líder de la ciudad de Jullas-Abllas.
Schtemwölech (シュテムヴェレヒ Shutemuverehi?)
Uno de los Siete Héroes. Obsesionado con la idea de conseguir poder y juventud eterna, Schtemwölech empieza a secuestrar híbridos de hada o elfos, realizando crueles experimentos con ellos en pos de cumplir sus objetivos. Aunque fue buen amigo de Ascheritt, Schtemwölech se convirtió en un cruel y ambicioso caudillo que no se rendiría jamás en sus metas. Fue uno de los primeros Siete Héroes en morir.
Barestar (バレスター Baresutā?)
Otro de los Siete Héroes de las Catorce Lanzas y traidor de Ascheritt. Barestar fue otro buen amigo de Ascheritt y, al igual que Glenn, se ha dado cuenta de la brutalidad y monstruosidad de sus actos, siendo castigado con una mente inestable y unas constantes alucinaciones y una paranioa constante que le hace dudar de todo y todos a su alrededor, amigo o enemigo. Cuando él y Ascheritt se reencuentran, Barestar, ya con su mente aplastada, delira recordando lo que le contó a su amigo sobre volver a su hogar en Lemda para ser un mercader y hacerle de guía por su tierra natal. Descorazonado por ver a su amigo en tal estado, Köinzell le mata por pura pena con lágrimas en los ojos, siendo el segundo de los Siete en morir.
Glenn (グレン Guren?)
Posiblemente el mejor amigo de Ashceritt. Tras la traición a su amigo, en la cual le dejó sin su ojo izquierdo y le dejó su monstruosa cicatriz, Glenn se ha sentido culpable y espera con ansias el día de su castigo que tanto vaticina Gleaa, deseando mientras tanto la redención. Durante el ataque de Köinzell a su castillo personal, Glenn es el primero en morir bajo la espada de Ascheritt, que ignora a todos los demás (incluso a Lebront, que también estaba allí) hasta llegar a él y matarlo. De todos los traidores, la de Glenn es la muerte más trágica no sólo para todo el mundo sino también para Köinzell.
Lebront (レブロンット Reburontsu?)
Otro de los Siete Héroes. Mantiene una estrecha rivalidad con Glenn y desea probar que es mejor que él cueste lo que cueste, incluso aún después de morir este. Es considerado un ser cruel y despiadado y suele recurrir a la violencia para poner fin a actos de rebeldía en sus tierras. Tiene cuatro hijos que lideran las hordas de su ejército, todos tan crueles como su padre, puede que más. Tras la masacre de Jebr, oculta como un intento de rebeldía por parte de sus aldeanos, Lebront es ascendido a marqués y tiempo después es nombrado Fhürer del ejército. Dispuesto a ser nombrado emperador ante la enfermedad y delicado estado del actual, Lebront se dispone a renacer una lucha sin cuartel contra Wichtech, sus eternos enemigos con los que ya lucharon hace veinte años en una cruenta guerra y ganaron, con el fin de ser nombrado Emperador al acabar con los Witchtech sin importar las vidas que se pierdan.
Ikfes (イクフェス Ikufesu?)
Un caballero esclavo al servicio de Glennn. El talento de Ifkes para la pelea es casi igual al de Köinzell. Se sabe poco de él o su pasado. Durante su pelea contra Köinzell, Ikfes acaba malherido, deseando de lleno vencerle al creer que aquella vez le perdonó la vida. Tras la muerte de Glenn, de quien recibió la Espada de la Piedra del Hada de Ascheritt, Ikfes pasa al servicio de Lebront para volver a encontrarse con su rival. En el episodio 91 del manga, Ikfes se reencuentra con Köinzell y este descubre que es el hijo de Kfer, su camarada fallecido y compañero de guerra de las Once Lanzas. Finalmente, Ikfes derrota a Köinzell tras oír de este que la técnica de las Alas Oscuras fue desarrollada gracias a su padre, por lo que el honor de la técnica más fuerte les pertenece a ellos. No obstante, se niega a matarle, admitiendo que quiere aprender más de él. Recientemente en el manga, ha recibido el título de Blatt Maester, título sólo dado al mejor maestro de espada que en su día fuera de Ascheritt. Sin darse cuenta acaba involucrado en una guerra que parece revivir la antigua lucha entre su reino y el terrible reino de Wichtech, creyendo que esta lucha es absurda pero incapaz de anteponerse a la decisión del nuevo Fhürer.
Gleaa (グーリェ Gūrye?)
Durante años, Gleaa ha sido maestra en la "Mansión de Espadas", la escuela de entrenamiento de espadachines más grande del mundo. Desprecia a los Siete Héroes (especialmente a Glenn) por su traición hacia Ascheritt y espera el castigo para ellos.
Elgunaha (エルグナッハ Erugunahha?)
Amigo de Ascheritt y uno de los primeros Catorce en morir. Sacrificó su vida para crear la Lanza del Cielo. Veinte años después, Köinzell llega hasta la Lanza del Cielo y la rompe para por fin dar descanso a Elgunaha.
Rozen (ロズン Rozun?)
Uno de los caballeros de las Siete Lanzas y el hombre más leal del ejército de Glenn. Inicialmente recluta a Köinzell con el fin de que se una a los Caballeros de las Siete Lanzas, pero tras descubrir la verdad y la identidad de este, planea matarle para no desacreditar a su señor. Emocionado por la inmensa lealtad de Rozen hacia su señor, Köinzell le deja vivir. La mente de Rozen parece estar dividida en dos partes: una desea que Köinzell salga victorioso ante su búsqueda de venganza, pero otra que sufra una muerte rápida.
Elseria Rahnclave (エルサリア・ラハンクレーブ Erusaria Rahankurēbu?)
Hija del elector imperial Aleczalt Rahnclave (uno de los rangos de más alto linaje y estatus social del mundo de Übel Blatt) y caballero de las Siete Lanzas. Joven y talentosa pero a la vez algo presumida, Elseria ha soñado durante años el poder ser una heroína como los Siete Héroes a los que tanto admira, pero poco a poco se da cuenta de los oscuros secretos que guardan sus héroes... Aunque arrogante y altanera, Elseria demuestra tener un fuerte sentido de la justicia y una sólda base moral. En capítulos actuales, Elsarea ha ayudado a Köinzell de manera indirecta, cosa que le está dando problemas. Tras un encuentro en Jullas-Abllas con Gerapen, Peepi y Alrea, Elsarea ha decidido viajar a la capital imperial junto a Gerapen y Peepi para acudir a la reunión de la Mesa Redonda de las Trece Familias de los Nobles y así discutir sobre Barestar. Recientemente ha descubierto la historia de Köinzell y trata de evitar que Barestar destruya la pequeña ciudad de Jebr (territorio de Glenn) para tomarla. Parece estar desarrollando sentimientos de admiración por Köinzell, pues se mostró celosa cuando vio pelear juntos a él y Ato y también se sonrojó cuando Köinzell le dijo que le gustaría pelear por los demás con ella.
Daliste (ダリステ Darisute?)
Caballero de las Siete Lanzas y compañero de Elseria. Poco se sabe de este guerrero, pero pelea usando un cable de acero con una daga en la punta.
Gerapen (ゲランペン Gerampen?)
Hermano (no relacionado por sangre) de Pago, sirviente de Schtemwölech. Sus intenciones son buenas y cree firmemente en la falsa buena fe de su hermano. Ingenuo y de buen corazón, Gerapen ayudó a Köinzell y los demás a llegar a la fortaleza de Schtemwölech para luego ver como Pago moría y finalmente caer junto a él. Gerapen sobrevive gracias a que el parásito que infectaba el cuerpo de Pago se instaló en su cuerpo y tiempo después reaparece en Jullas-Abllas esperando poder ayudar de algún modo, pero es confundido con un monstruo que el ejército dejó allí para usarlo en la guerra, aunque gracias a Peepi el malentendido se deshace. Peepi dijo que vio "muy guay" a Gerapen.

## Contenido de la obra

### Manga
Escrita e ilustrada por Etorōji Shiono, Übel Blatt comenzó a publicarse por entregas en la revista quincenal de manga seinen Young Gangan en diciembre de 2004. Regresó de una pausa de dos años en la revista Monthly Big Gangan el 24 de diciembre de 2011. El manga finalizó el 25 de marzo de 2019. Square Enix recopiló los capítulos en 24 volúmenes de tankōbon, comenzando con el volumen 0 el 25 de julio de 2005 y terminando con el volumen 23 el 25 de junio de 2019.
Una historia paralela titulada Übel Blatt Gaiden se publicó en la revista Young Gangan Big el 25 de agosto de 2011. En febrero de 2014, Yen Press anunció que había obtenido la licencia de Übel Blatt para su lanzamiento en inglés en Norteamérica. En Francia es publicado por Ki-oon. Norma Editorial obtuvo la licencia en España.
Una secuela del manga titulada Übel Blatt II: Shiseru Ō no Kishidan (ユーベルブラット II: 死せる王の騎士団?), comenzó a serializarse en la revista Monthly Big Gangan el 24 de febrero. Square Enix ha recopilado los capítulos en 2 volúmenes de tankōbon hasta la fecha.

#### Übel Blatt
| Volúmenes de manga publicados | Volúmenes de manga publicados | Volúmenes de manga publicados | Volúmenes de manga publicados | Volúmenes de manga publicados |
| Número                        | Fecha de lanzamiento          | ISBN                          | Fecha de lanzamiento          | ISBN                          |
| ----------------------------- | ----------------------------- | ----------------------------- | ----------------------------- | ----------------------------- |
| 0                             | 25 de julio de 2005           | ISBN 978-4-7575-1479-9        | 15 de mayo de 2014            | ISBN 978-84-679-1557-0        |
| 1                             | 25 de julio de 2005           | ISBN 978-4-7575-1480-5        | 10 de junio de 2014           | ISBN 978-84-679-1558-7        |
| 2                             | 25 de noviembre de 2005       | ISBN 978-4-7575-1575-8        | 25 de agosto de 2014          | ISBN 978-84-679-1630-0        |
| 3                             | 25 de marzo de 2006           | ISBN 978-4-7575-1643-4        | 1 de noviembre de 2014        | ISBN 978-84-679-1707-9        |
| 4                             | 25 de septiembre de 2006      | ISBN 978-4-7575-1780-6        | 1 de febrero de 2015          | ISBN 978-84-679-1817-5        |
| 5                             | 24 de marzo de 2007           | ISBN 978-4-7575-1970-1        | 1 de abril de 2015            | ISBN 978-84-679-1855-7        |
| 6                             | 25 de septiembre de 2007      | ISBN 978-4-7575-2121-6        | 1 de junio de 2015            | ISBN 978-84-679-1918-9        |
| 7                             | 25 de marzo de 2008           | ISBN 978-4-7575-2242-8        | 7 de agosto de 2015           | ISBN 978-84-679-1990-5        |
| 8                             | 25 de septiembre de 2008      | ISBN 978-4-7575-2386-9        | 30 de septiembre de 2015      | ISBN 978-84-679-2015-4        |
| 9                             | 25 de marzo de 2009           | ISBN 978-4-7575-2514-6        | 19 de febrero de 2016         | ISBN 978-84-679-2170-0        |
| 10                            | 25 de septiembre de 2009      | ISBN 978-4-7575-2685-3        | 11 de abril de 2016           | ISBN 978-84-679-2243-1        |
| 11                            | 9 de febrero de 2012          | ISBN 978-4-7575-3004-1        | 23 de junio de 2016           | ISBN 978-84-679-2361-2        |
| 12                            | 25 de septiembre de 2012      | ISBN 978-4-7575-3740-8        | 26 de agosto de 2016          | ISBN 978-84-679-2400-8        |
| 13                            | 25 de marzo de 2013           | ISBN 978-4-7575-3910-5        | 29 de octubre de 2016         | ISBN 978-84-679-2501-2        |
| 14                            | 25 de octubre de 2013         | ISBN 978-4-7575-4100-9        | 24 de febrero de 2017         | ISBN 978-84-679-2546-3        |
| 15                            | 25 de abril de 2014           | ISBN 978-4-7575-4258-7        | 28 de abril de 2017           | ISBN 978-84-679-2547-0        |
| 16                            | 25 de noviembre de 2014       | ISBN 978-4-7575-4478-9        | 23 de junio de 2017           | ISBN 978-84-679-2548-7        |
| 17                            | 25 de mayo de 2015            | ISBN 978-4-7575-4648-6        | 25 de agosto de 2017          | ISBN 978-84-679-2842-6        |
| 18                            | 25 de mayo de 2016            | ISBN 978-4-7575-4989-0        | 31 de octubre de 2017         | ISBN 978-84-679-2843-3        |
| 19                            | 24 de diciembre de 2016       | ISBN 978-4-7575-5192-3        | 23 de febrero de 2018         | ISBN 978-84-679-3008-5        |
| 20                            | 25 de julio de 2017           | ISBN 978-4-7575-5420-7        | 22 de junio de 2018           | ISBN 978-84-679-3009-2        |
| 21                            | 24 de febrero de 2018         | ISBN 978-4-7575-5635-5        | 25 de enero de 2019           | ISBN 978-84-679-3273-7        |
| 22                            | 25 de septiembre de 2018      | ISBN 978-4-7575-5857-1        | 26 de julio de 2019           | ISBN 978-84-679-3733-6        |
| 23                            | 25 de junio de 2019           | ISBN 978-4-7575-6171-7        | 29 de octubre de 2021         | ISBN 978-84-679-3734-3        |

#### Übel Blatt II: Shiseru Ō no Kishidan
| Volúmenes de manga publicados | Volúmenes de manga publicados | Volúmenes de manga publicados |
| Número                        | Fecha de lanzamiento          | ISBN                          |
| ----------------------------- | ----------------------------- | ----------------------------- |
| 1                             | 24 de diciembre de 2024       | ISBN 978-4-7575-9588-0        |
| 2                             | 25 de marzo de 2025           | ISBN 978-4-7575-9772-3        |

### Anime
Una adaptación de la serie al anime se anunció en la revista Monthly Big Gangan el 24 de febrero de 2024. Está producida por Satelight y Staple Entertainment y dirigida por Takashi Naoya, con Tatsuya Takahashi supervisando los guiones de la serie, Kiyoshi Tateishi diseñando los personajes y Shun Narita encargandose de la música. Se estrenó el 11 de enero de 2025 en Tokyo MX. El tema de apertura es «Zainin» (罪人?), interpretado por Garnidelia, mientras que el tema de cierre es «Stella», interpretado por Hina Tachibana. Amazon Prime Video obtuvo la licencia mundial de la serie.
El 21 de abril de 2025, la serie tuvieron un doblaje tanto en español latino como en castellano, el cual fue estrenado por Prime Video.

## Recepción
El duodécimo volumen recopilatorio de la serie vendió 29.167 copias en su semana de debut, el decimotercero vendió 28.574, y el decimoséptimo 22.358 ejemplares.
Rebecca Silverman de Anime News Network le dio al primer ómnibus en inglés una calificación B, elogiando su historia de venganza. Vio similitudes entre el pasado de Koinzell y El Conde de Montecristo y afirmó que su elenco secundario trae temas de desigualdad racial y corrupción política. Sin embargo, Silverman notó varios "momentos sexuales incómodos", incluida una violación, y calificó los antecedentes como genéricos.
En Francia, Übel Blatt fue uno de los 15 títulos de manga más vendidos en 2008, ubicándose en el puesto 11 de la lista semanal. Además, el manga fue galardonado con el Japan Expo Award 2008 en la categoría seinen.